# تپه یاس کوشک‌آباد
تپه یاس کوشک آباد در شهرستان بهار، بخش مرکزی، روستای کوشک آباد واقع شده و این اثر در تاریخ ۲۴ فروردین ۱۳۸۲ با شمارهٔ ثبت ۸۰۹۸ به‌عنوان یکی از آثار ملی ایران به ثبت رسیده است.